# Owadomorkowce

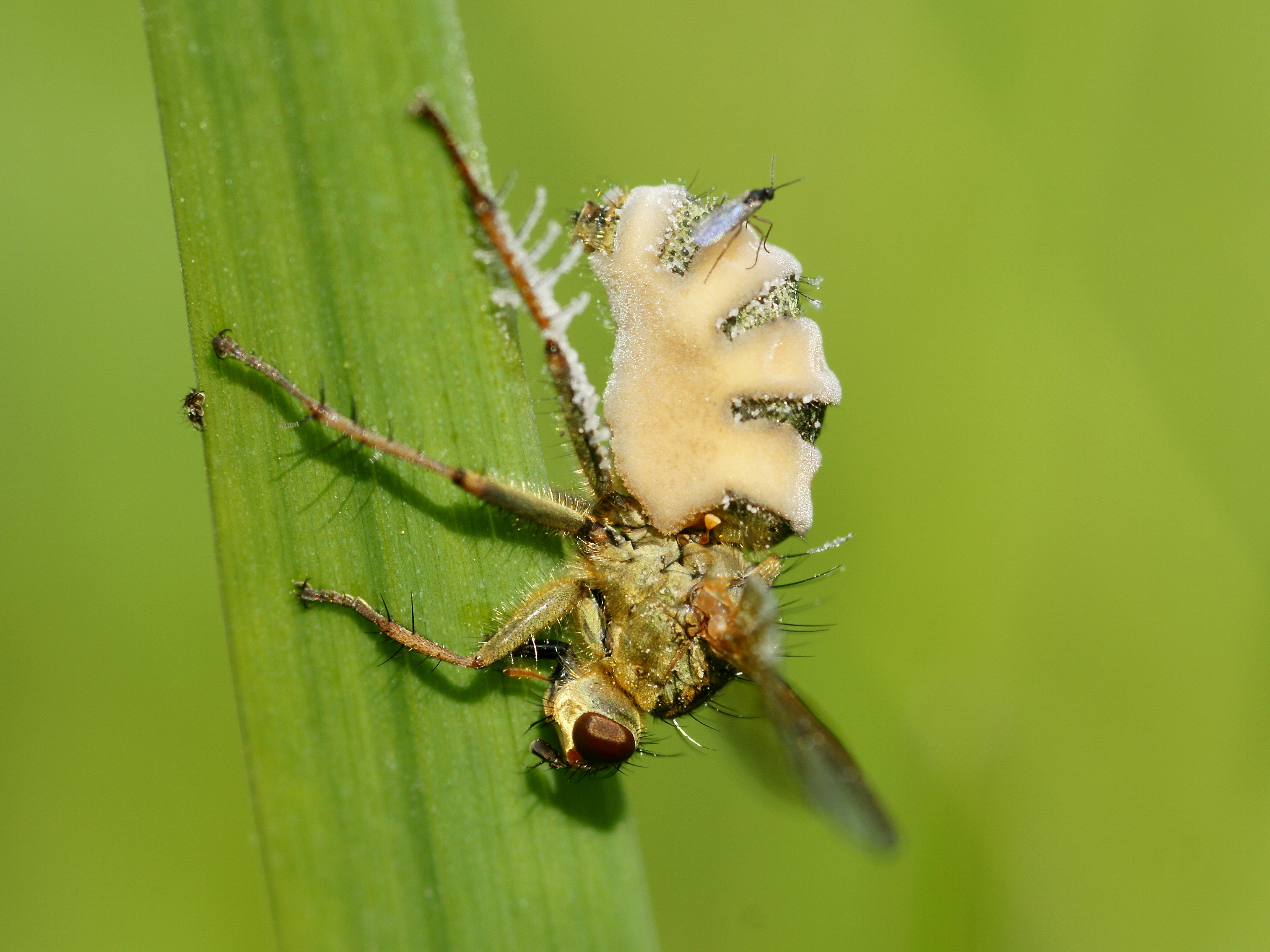
Mucha zaatakowana przez Entomophthora muscae

Owadomorkowce, owadomorkowe lub owadomorki (Entomophthorales G. Winter) – rząd grzybów należący do typu Entomophthoromycota.

## Charakterystyka
Owadomorkowce wytwarzają otoczone grubą ścianą komórkową kuliste i gładkie zarodniki przetrwalnikowe, które mogą przetrwać przez dłuższy czas niekorzystne warunki środowiska. W sprzyjających warunkach kiełkują one wytwarzając grzybnię, na której wytwarzane są bezpłciowo zarodniki konidialne. Zarodniki te mogą zaatakować owada. Przyklejają się do jego ciała i kiełkują wydzielając równocześnie enzymy, które rozpuszczają jego oskórek. Przez wytworzony w ten sposób otwór strzępki wrastają do ciała owada. Niektóre gatunki wnikają do wnętrza ciała owada w inny sposób – przez naturalne otwory w jego ciele lub przez rany. We wnętrzu zaatakowanego zwierzęcia rozwija się grzybnia, która stopniowo opanowuje jego ciało. Grzybnia ta uszkadza organy wewnętrzne, a w płynach ustrojowych gromadzą się szkodliwe produkty jej przemiany materii. Doprowadza to po pewnym czasie do śmierci zaatakowanego owada, nicienia czy roztocza. Grzybnia niektórych gatunków owadomorków w końcowym etapie życia owada wytwarza specjalne strzępki, którymi przymocowuje owada do podłoża. Taki unieruchomiony owad jest odwiedzany przez inne owady, które ulegają w ten sposób zainfekowaniu zarodnikami grzyba.
Rozmnażają się zarówno bezpłciowo, jak i płciowo. W martwym już ciele owada następuje wytwarzanie trzonków konidialnych, które przebijają ciało martwego owada. Ich szczytowe części zarodnikotwórcze są zazwyczaj maczugowato lub butelkowato pogrubione. Wytwarzane są na nich bezpłciowo zarodniki konidialne. Zarodniki te wyrzucane są mechanicznie na odległość kilku milimetrów. Wokół ciała martwego owada wrzucone zarodniki tworzą białawą warstwę. Takie wystrzeliwane zarodniki nazywane są balistosporami, a mechanizm ich wystrzeliwania opiera się na specjalnej budowie połączenia między zarodnikiem a strzępką, oraz dużej różnicy ciśnień osmotycznych Jeśli taki wyrzucony zarodnik nie trafi na owada, nie ginie. Wyrasta z niego drobna strzępka wytwarzająca podobny zarodnik, tyle, że mniejszy. Mogą w ten sposób powstawać zarodniki drugiego, trzeciego i dalszych rzędów. Zarodniki te również są mechanicznie wystrzeliwane.
W niesprzyjających warunkach owadomorki przechodzą do rozmnażania płciowego – zygogamii. Dwie sąsiednie strzępki grzyba łącza się z sobą, następuje zlanie ich cytoplazmy, a następnie połączenie jąder – kariogamia. Powstała zygospora otacza się grubą ścianą komórkową i staje się przetrwalnikiem. Mogą być wytwarzane również chlamydospory.

## Znaczenie
Większość gatunków owadomorkowców jest pasożytami obligatoryjnymi, głównie są to pasożyty wewnętrzne owadów, roztoczy i nicieni. Niektóre gatunki pasożytują na glonach, grzybach i roślinach naczyniowych, np. Ancylistes, czy Completoria. Niektóre gatunki mogą w pewnych warunkach odżywiać się martwymi szczątkami organicznymi, czyli być saprotrofami, np. Conidiobolus.
Większość gatunków owadomorków wykazuje dużą specyficzność pokarmową i atakuje jedynie kilka czy najwyżej kilkanaście gatunków. Np. Entomophthora grylli infekuje tylko szarańczaki, Entomophthora erupta tylko owady z rodziny Miridae, Zoophthora phytonomii tylko larwy i poczwarki ryjkowca lucerny (Hypera postica), nie atakuje natomiast osobników dorosłych, Massospora cicadina zaś atakuje tylko dorosłe postacie cykad, nie atakuje ich larw. Owadomorkowce występują głównie w środowiskach zacienionych, wilgotnych i słabo przewiewnych – w runie leśnym i w warstwie podszytu w lasach liściastych i mieszanych. Niektóre gatunki występują w środowiskach jeszcze bardziej wilgotnych – nad brzegami wód (np.  Entomophaga kansana), ale są też gatunki sucholubne, np. Entomophthora muscae.

## Systematyka
Według aktualizowanej klasyfikacji Index Fungorum bazującej na Dictionary of the Fungi do rzędu Entomophthorales należą:
- rodzina Ancylistaceae Pfitzer 1872
- rodzina Completoriaceae Humber 1989
- rodzina Entomophthoraceae Nowak. 1877 – owadomorkowate
- rodzina Meristacraceae Humber 1989
- rodzina Neozygitaceae Ben Ze’ev, R.G. Kenneth & Uziel 1987
- rodzina Incertae sedis
  - rodzaj Zygaenobia J. Weiser 1951
    - gatunek incertae sedis: Zygaenobia intestinalis J. Weiser 1951[2].